# Luis Garrido Álvarez

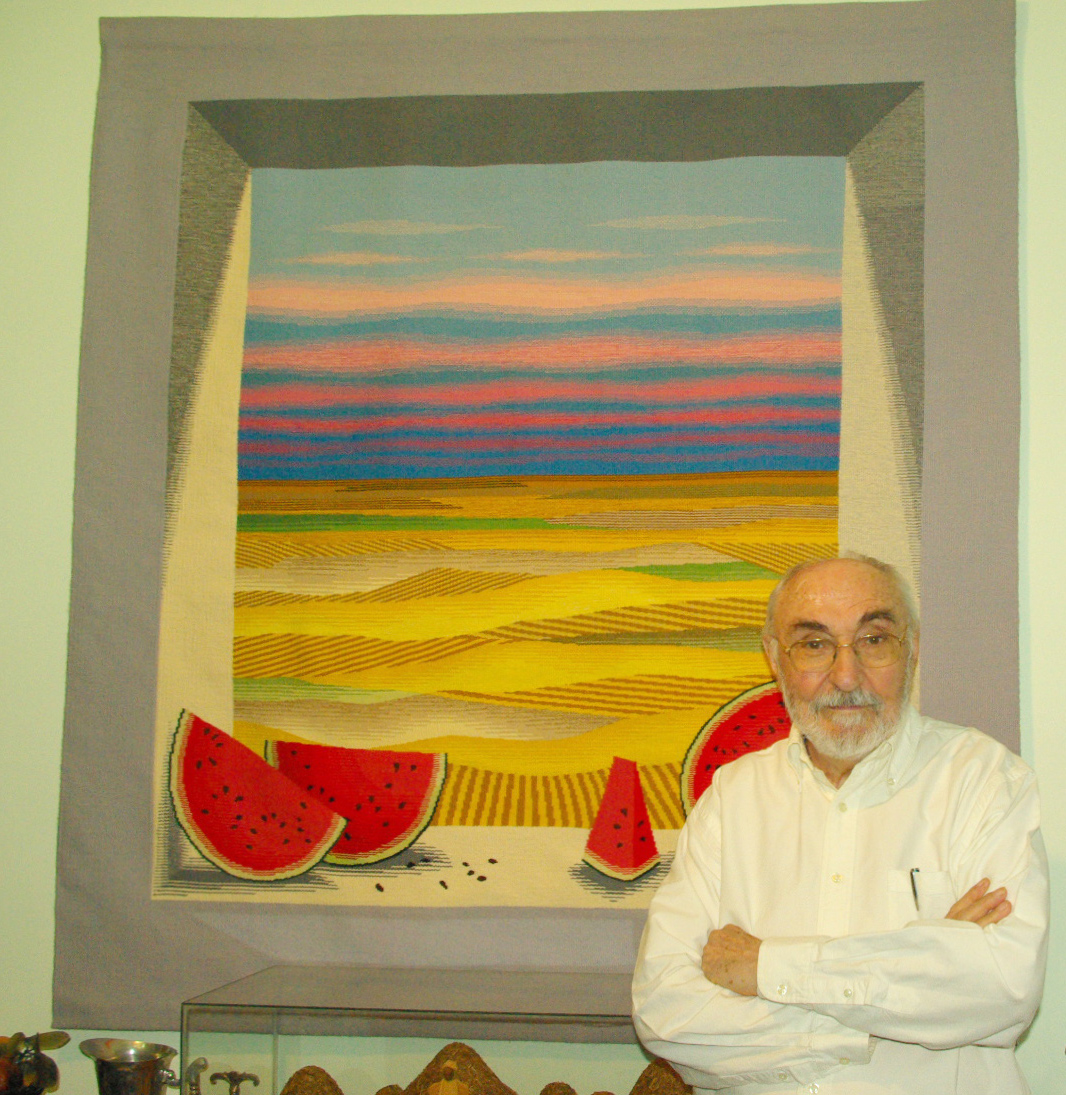
Fotografía realizada el 20 de junio de 2012 por Aroa Suárez. Publicada junto a una entrevista en Termita Fanzine. En ella vemos al artista Luis Garrido bajo uno de sus tapices, cuyo título es "Sandía", 1993. 1,47 x 1,65m.

Luis Garrido Álvarez (Madrid, 1925-2021) fue un pintor y artista del tapiz, miembro fundador del grupo Estampa Popular de Madrid. Falleció en Madrid el 11 de marzo de 2021

## Trayectoria/ Biografía
Hijo del dibujante Manuel Garrido García, tras unos primeros estudios con Eduardo Peña en Madrid, completó su formación en las técnicas del tapiz en la Manufacture Nationale des Gobelins de París, al tiempo que ampliaba sus conocimientos de grabado en el taller Goertz de la Facultad de Bellas Artes de la capital francesa. En el taller Blumenau de Nueva York, estudió técnicas textiles precolombinas. Pese a su dedicación inicial a la pintura y el grabado, siendo uno de los fundadores del grupo Estampa Popular de Madrid, sería muy pronto el tapiz su dedicación fundamental.
Tras una primera exposición de pintura de cierta intención social en las Salas del Ateneo de Madrid, en 1955, realiza varios murales de mosaico (Hidroeléctrica Española de Madrid, Banco Español de Crédito de Barcelona) y expone sus tapices en la Galería Biosca en 1960 y seguidamente en Karma, Quixote, lolas Velasco, salas de la Dirección General de Bellas Artes y Ateneo, en Madrid, así como en Bilbao, San Sebastián, Pamplona, Barcelona, Vigo, Santander, La Coruña, y en el Institute of International Education de Nueva York en 1963 y en la Eagle Gallery de la Universidad de Kentucky en 1991.
Participó en exposiciones como I World Gaftsmen Council de Nueva York; Internacional de Experiencias Textiles en el MEAC y en los salones Tinell de Barcelona “Living Arts 71” en Johannesburgo; “Internacional de Tapicería” en Iana, Sudáfrica y Linz, Austria; “Fiber” en Madrid, entre otras.

## Su obra[6]
Desde un primer período de gran barroquismo compositivo, accede a más estructurados planteamientos básicamente geométricos. El círculo, como principio de múltiples variaciones, le permite conjunciones compensatorias y una ordenación racional. Desde estos presupuestos normativos formales, desarrolla una muy esquematizada narrativa con el paisaje como principal motivación, siendo el color y sus gradaciones preocupaciones esenciales. Sus ricas y variadas intensidades, la valoración de texturas y el riguroso empleo de técnicas artesanales son resaltables en su obra, entendida como una pintura bidimensional que se inicia en el cartón y adquiere carácter propio mediante tramas y urdimbres corporeizadoras. Todos sus tapices son obra personal y piezas únicas.

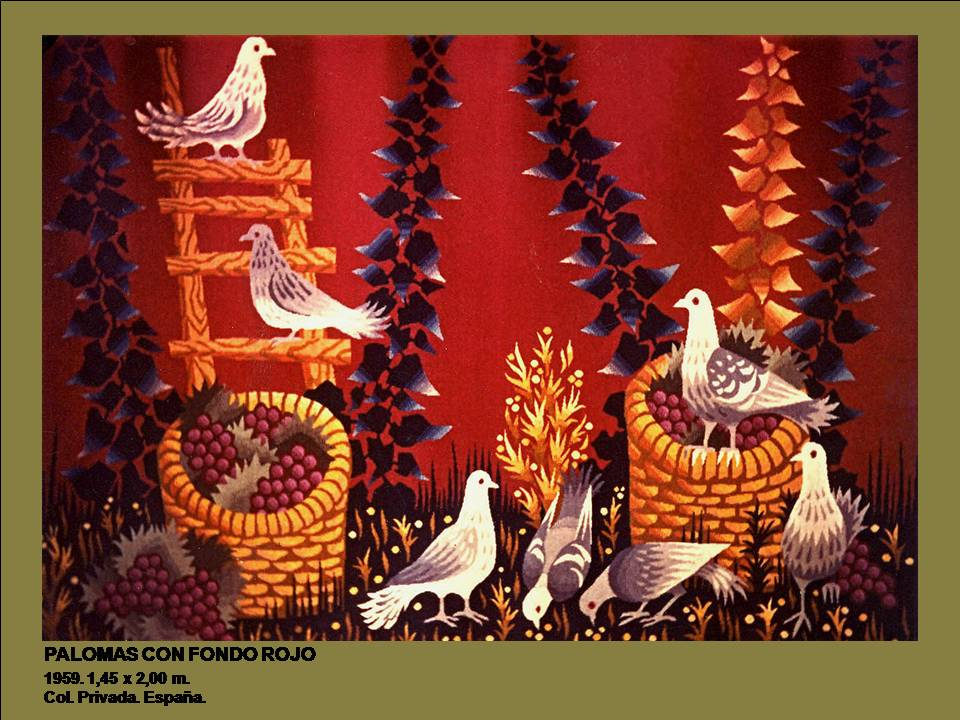
Palomas con fondo rojo, 1959
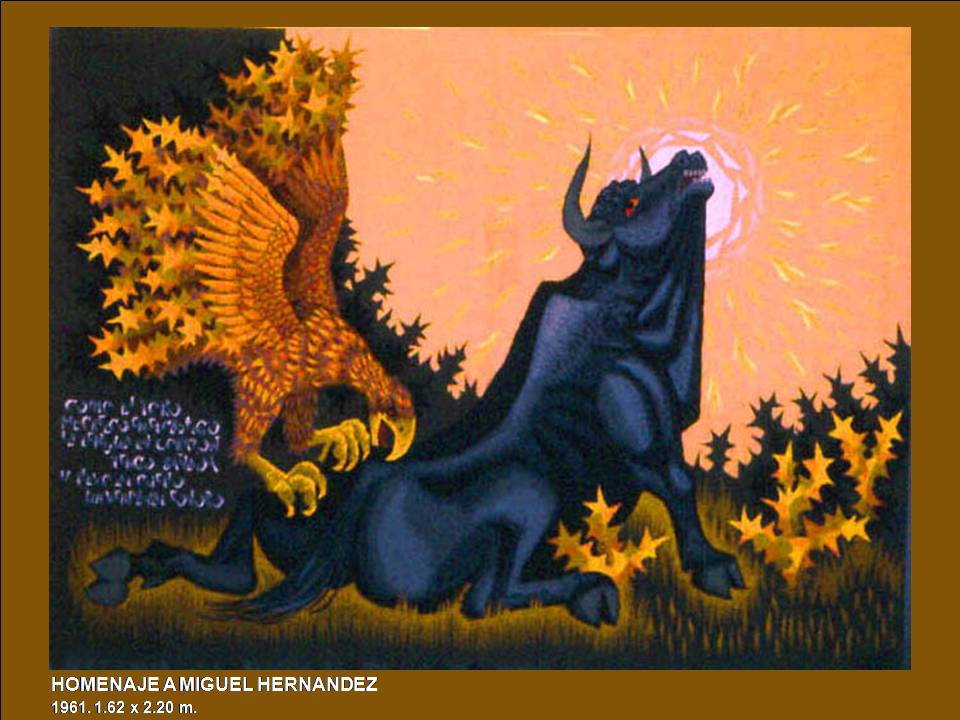
Homenaje a Miguel Hernández, 1961.
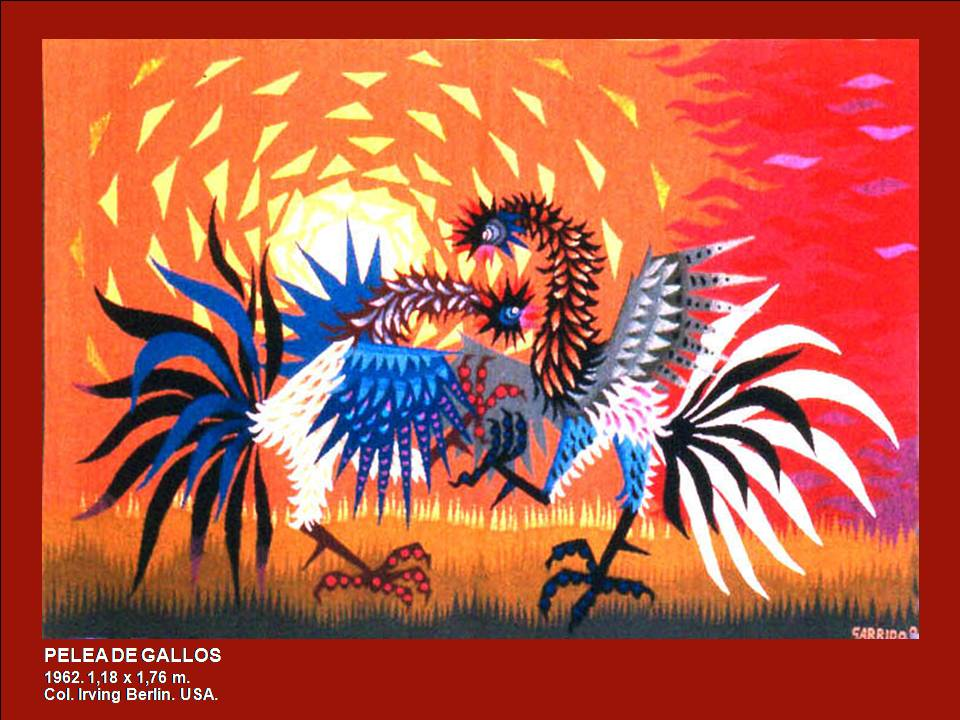
Pelea de gallos, 1962.
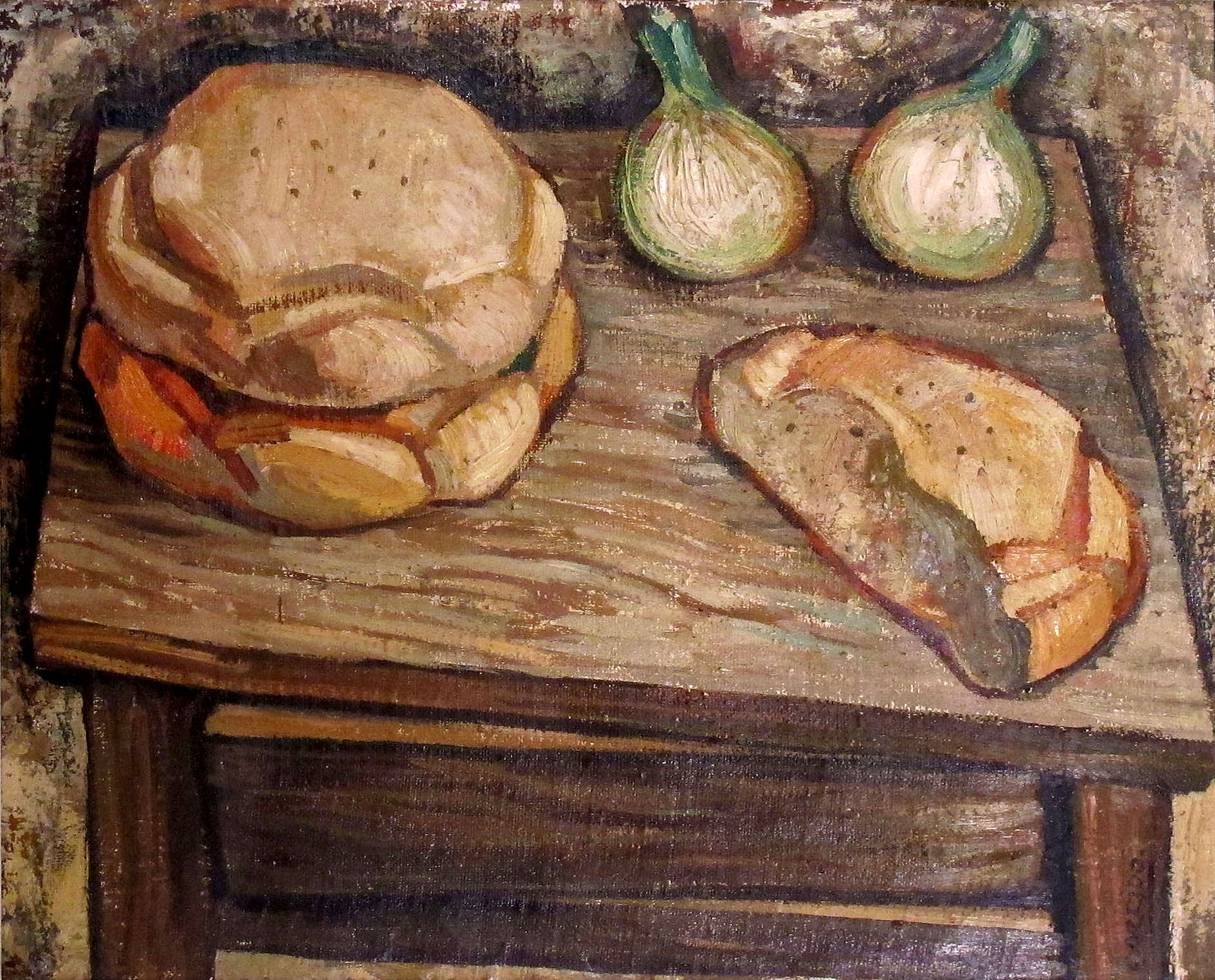
Los Panes, pintura. 1954.
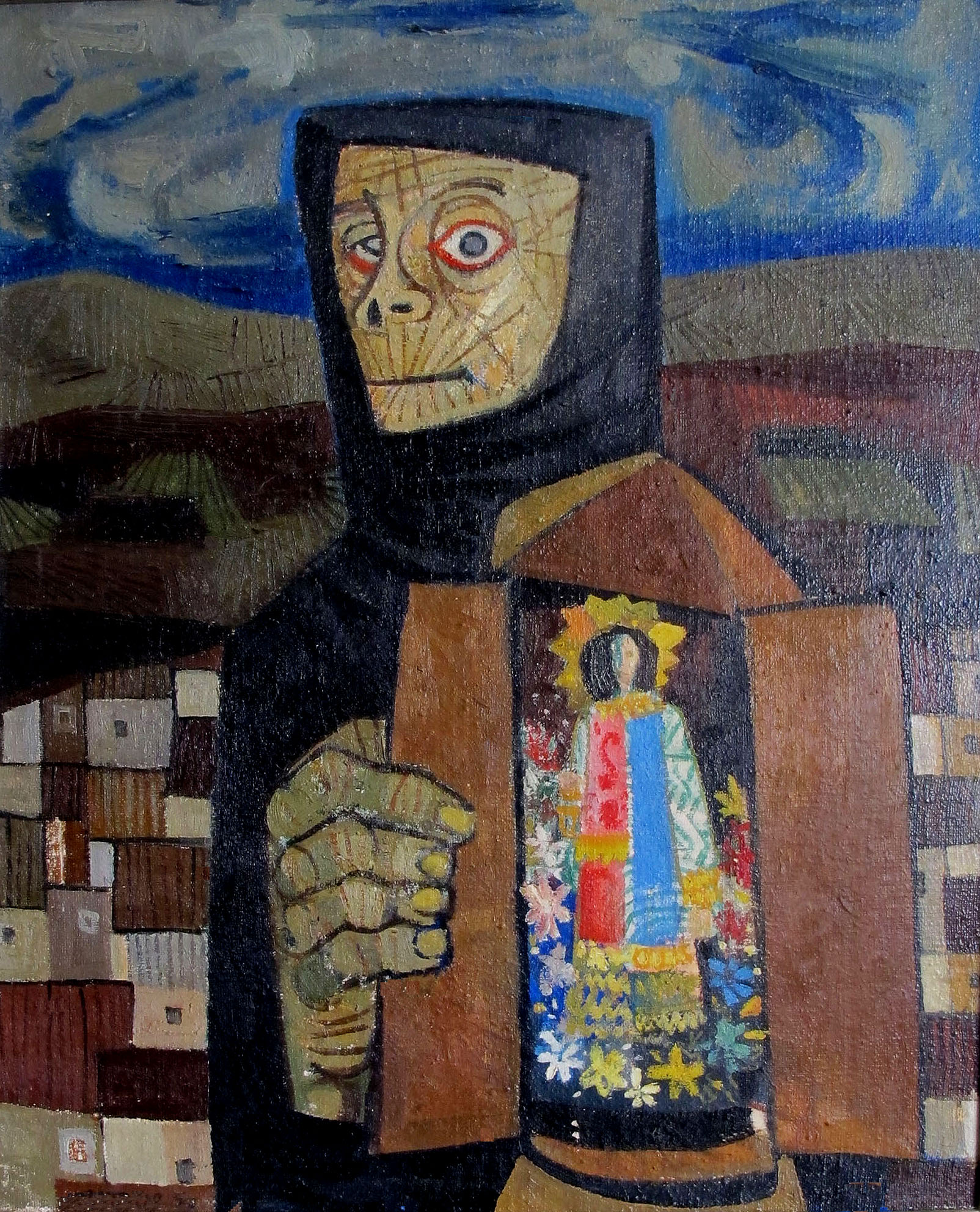
La Santera, pintura. 1956
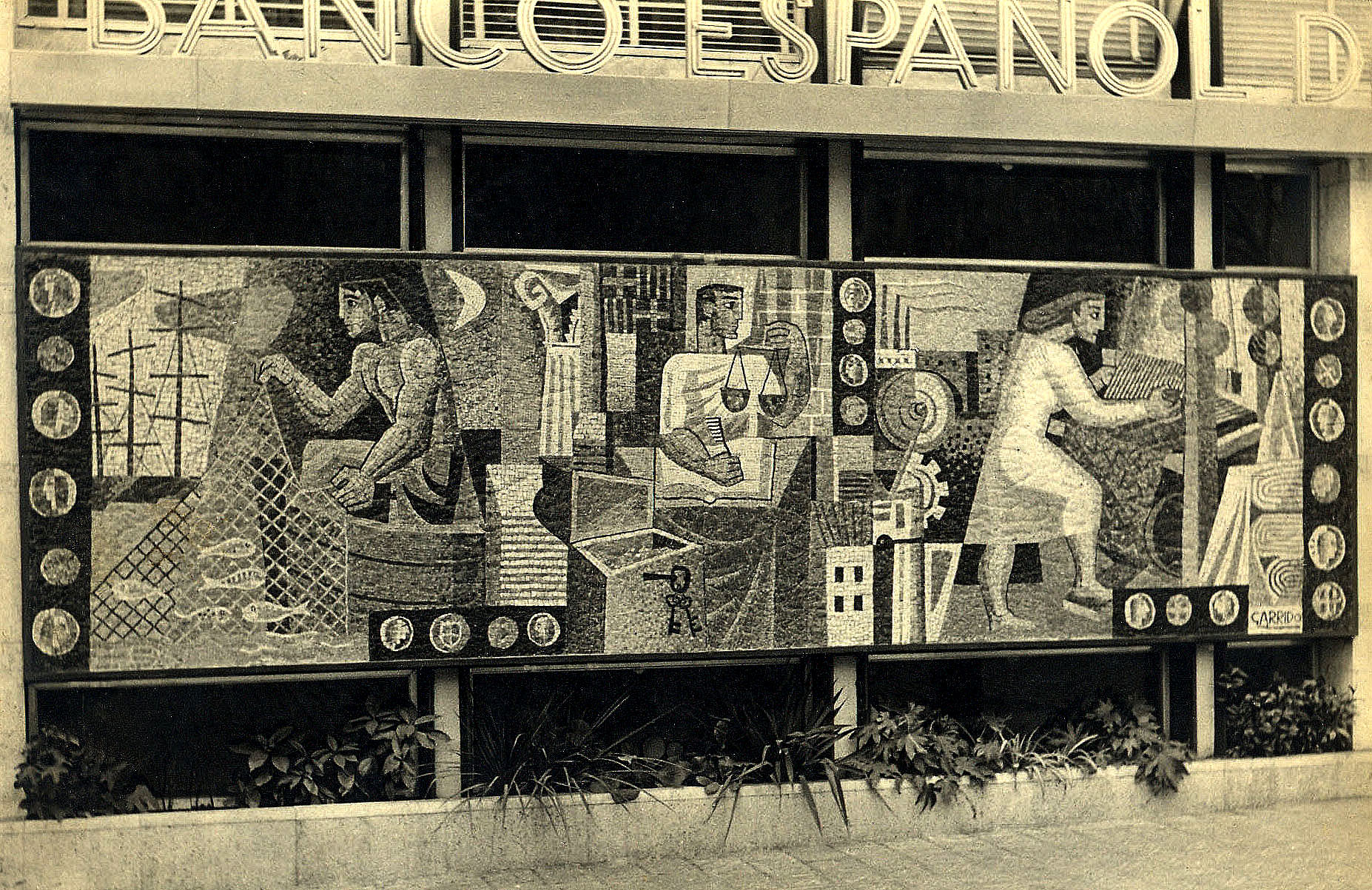
Mosaico realizado para el Banco Español de Crédito de Barcelona, 1956.
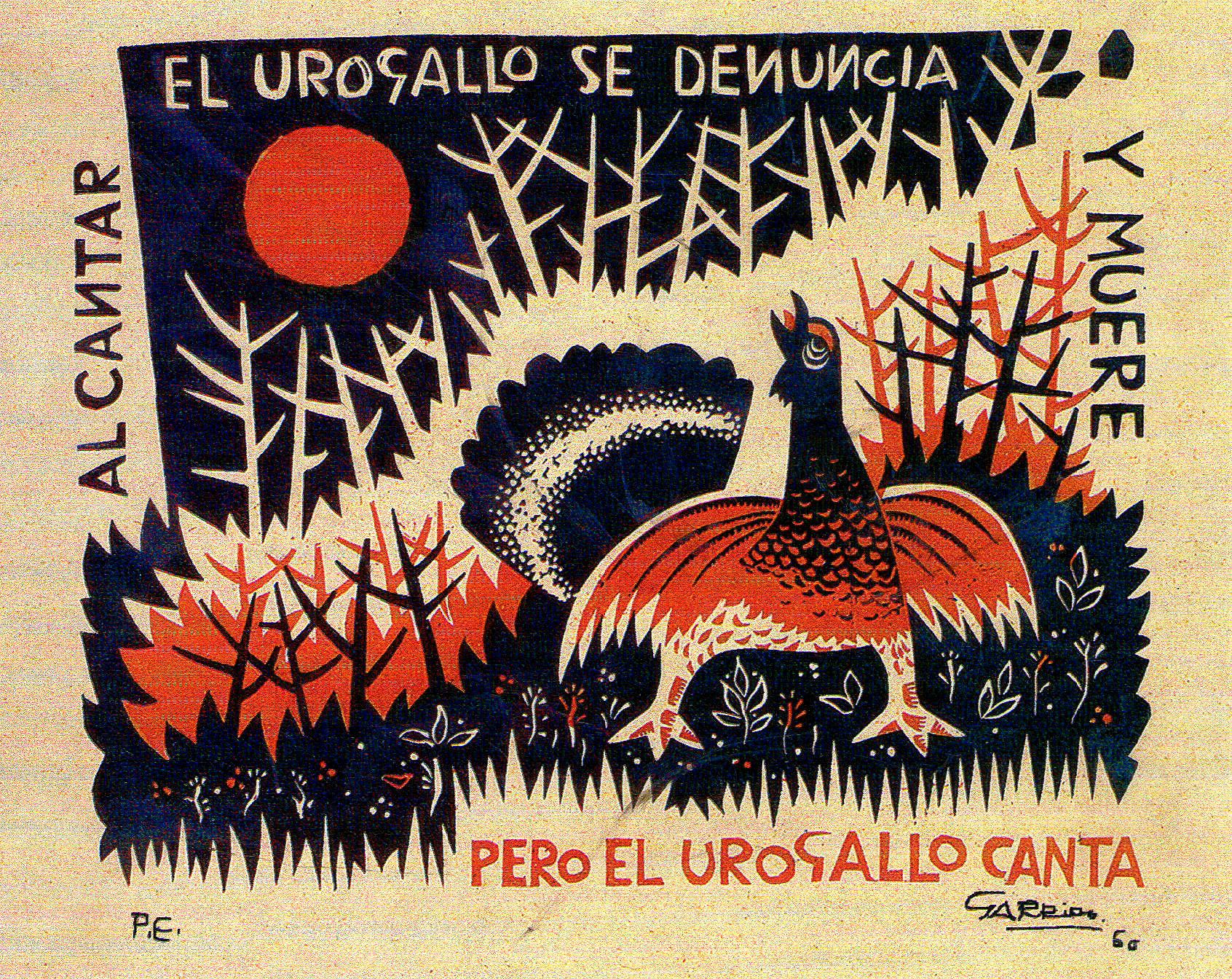
El Urogallo, grabado. 1960